# Tetramorium severini
Tetramorium severini är en myrart som först beskrevs av Carlo Emery 1895.  Tetramorium severini ingår i släktet Tetramorium och familjen myror. Inga underarter finns listade i Catalogue of Life.

## Bildgalleri

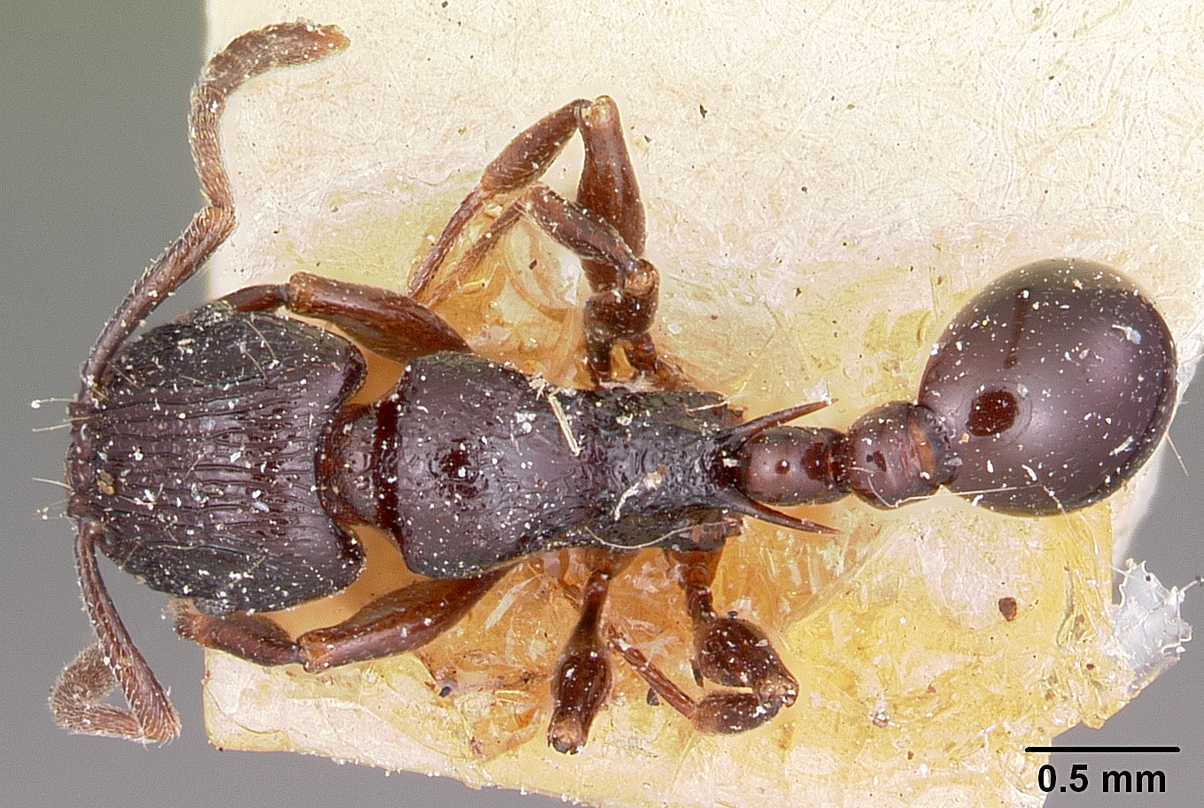
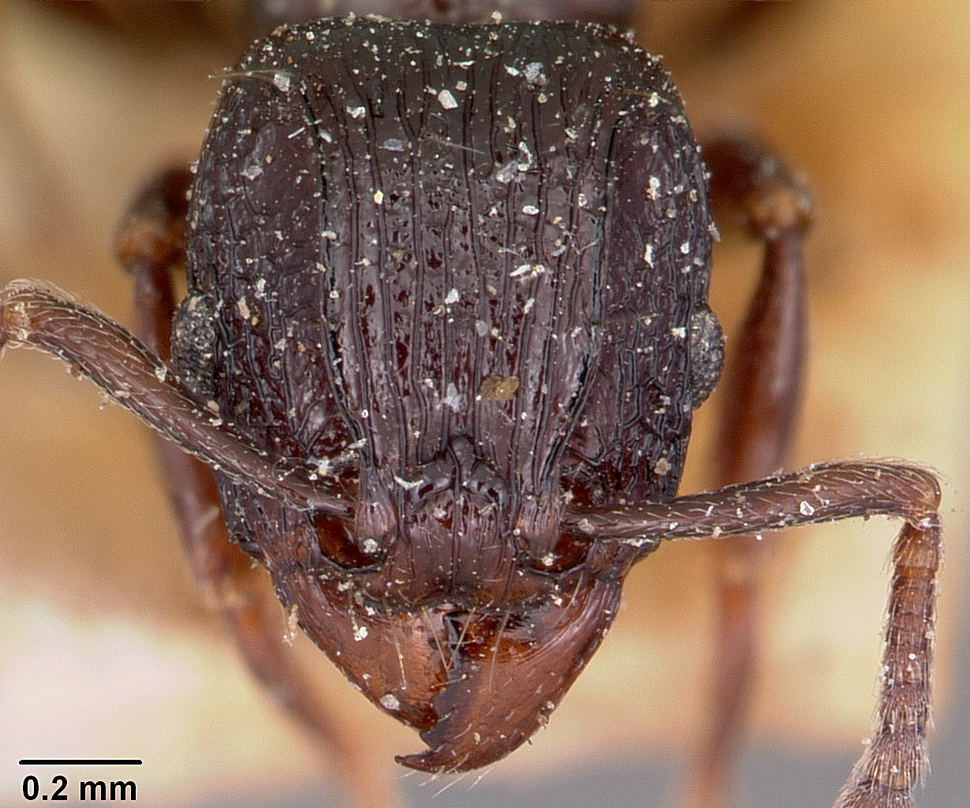
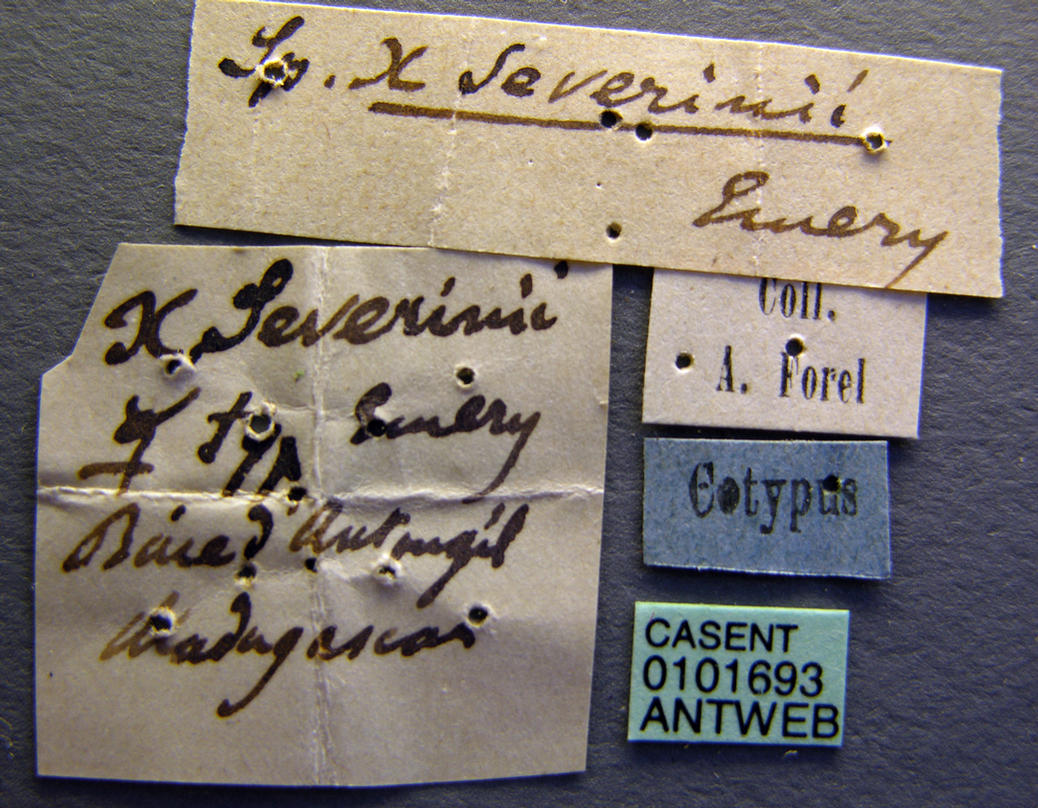
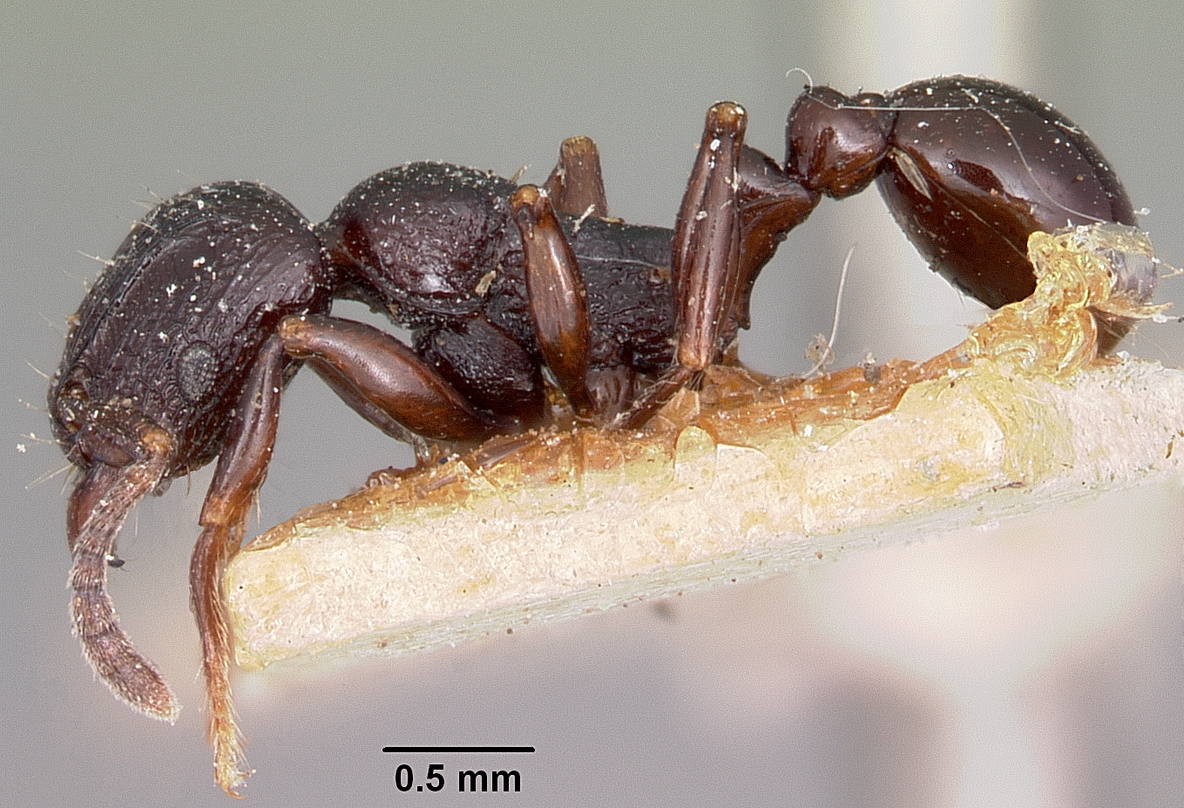
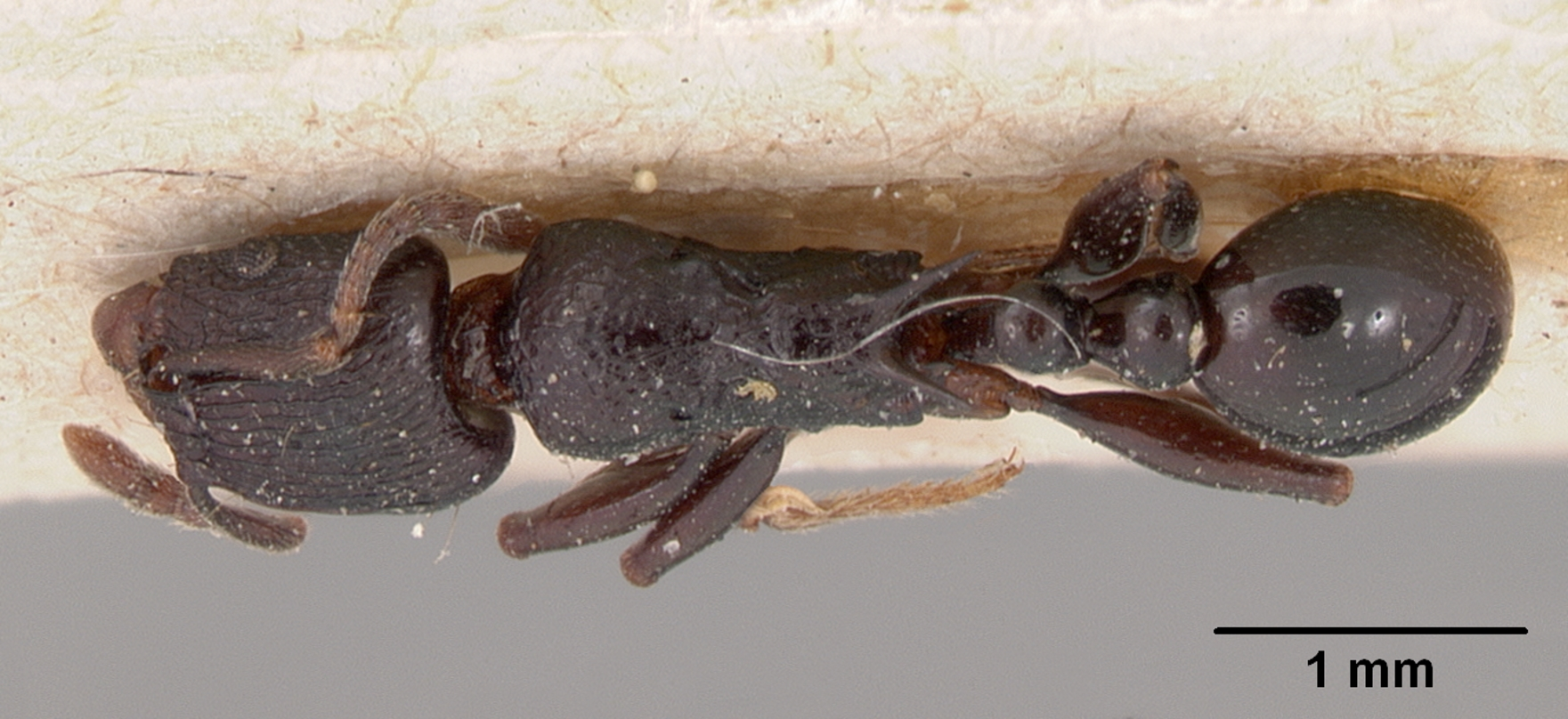
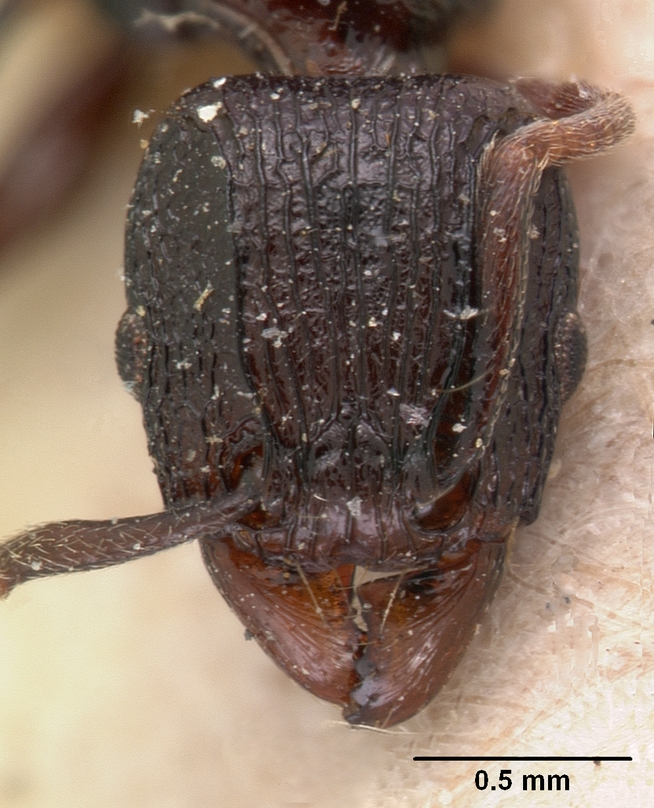